# Liste des constellations
Pour un article plus général, voir Constellation.
La liste des constellations astronomiques est présentée dans le tableau ci-dessous. Elles sont au nombre de 88 en 1930, d'après le travail d'Eugène Delporte effectué pour le compte de l'Union astronomique internationale.

## Tableau
Le tableau est trié par défaut selon le nom français de la constellation. Il est possible de le trier suivant d'autres critères en cliquant sur l'une des icônes de tri présentes dans l'en-tête des colonnes.
Les explications sur les paramètres présentés figurent dans la légende ci-après :
|                      | Légende : |
| abr.                 | Abréviation, basée sur le nom latin. |
| Emplacement :        | équ. : zone de la constellation par rapport à l'équateur céleste. 1°) N = constellation nord, S = constellation sud, Eq = constellation équatoriale ; 2°) PN = pôle céleste nord ; PS = pôle céleste sud. |
|                      | éclipt. : zone de la constellation par rapport à l'écliptique. 1°) renseignements donnés sur les treize constellations zodiacales (repérées par Z), n° = rang chronologique à partir de l'équinoxe de printemps, entrée = instant d'entrée du soleil dans la constellation (pour l'année 2013), en temps légal français ; 2°) l'hémisphère où se situe la constellation : N écl. = hémisphère situé au nord de l'écliptique ; S écl. = hémisphère situé au sud de l'écliptique ; Pôles de l'écliptique, PN éclipt. = pôle nord, PS éclipt. = pôle sud. |
|                      | galact. : zone de la constellation par rapport à la galaxie. 1°) celles sur lesquelles se projette l'équateur galactique (voie lactée VL) ; 2°) celles qui contiennent les pôles galactiques (PN gal. et PS gal.) ; 3°) celle qui contient le centre galactique (C. gal..). |
| Étendue :            | deg2 : étendue de la constellation, en degrés carrés. Remarque : sachant qu'une sphère a pour surface 41 252,961 degrés carrés (4{\displaystyle \pi } stéradians), l'étendue moyenne vaut 41 253 / 88 = 469 deg2. |
|                      | (%) : étendue de la constellation, en pourcentage de la surface de la sphère céleste. |
| Position du centre : | Trois colonnes donnent des indications sur la position du centre de la constellation. 1°) asc. dr. = ascension droite ; 2°) décl. = déclinaison ; 3°) quad. = Quadrant, repère de l'hémisphère et du quadrant de ce centre (N = hémisphère nord, S = hémisphère sud ; Q1, Q2, Q3 ou Q4 : numéro du quadrant, avec numérotation vers l'est depuis le méridien astronomique de référence.). |
| Origine :            | Origine de l'appellation : Ptolémée (150), Tycho Brahe (1590), Petrus Plancius (1589-1623), Johann Bayer (1603), Johannes Hevelius (1690), Nicolas-Louis de Lacaille (1752-1763). |
| Description :        | Description de la constellation : L = lien vers la liste d'étoiles de la constellation ; C = lien vers la carte de la constellation ; les étoiles brillantes de la constellation, le cas échéant, avec 1°) le rang de chaque étoile (de la 1re à la 20e), dans le classement des étoiles par magnitude apparente et 2°) son identification. Pour une information plus complète sur les étoiles les plus brillantes, consulter l'article consacré au sujet.                                                                                             |

| Nom français | Nom français             | Nom latin           | Nom latin           | Nom latin | Emplacement | Emplacement           | Emplacement     | Étendue   | Étendue | Position du centre | Position du centre | Position du centre | Origine     | Description               |
| Nom français | Nom français             | nominatif           | génitif             | abr.      | équ.        | éclipt.               | galact.         | (deg2)    | (%)     | asc. dr.           | décl.              | quad.              | Origine     | Liste / carte, nom (rang) |
| ------------ | ------------------------ | ------------------- | ------------------- | --------- | ----------- | --------------------- | --------------- | --------- | ------- | ------------------ | ------------------ | ------------------ | ----------- | ------------------------- |
| 1            | L'Aigle                  | Aquila              | Aquilae             | Aql       | Eq +14,     | N écl.                | VL +04,         | 652,473   | 1,58 %  | 19h 40m 02s        | +03° 24′ 65″       | NQ4                | Ptolémée    | L C, α (12e)              |
| 2            | Andromède                | Andromeda           | Andromedae          | And       | N           | N écl.                |                 | 722,278   | 1,75 %  | 00h 48m 46s        | +37° 25′ 91″       | NQ1                | Ptolémée    | L C                       |
| 3            | L'Autel                  | Ara                 | Arae                | Ara       | S           | S écl.                |                 | 237,057   | 0,57 %  | 17h 22m 49s        | -56° 35′ 30″       | SQ3                | Ptolémée    | L C                       |
| 4            | La Balance               | Libra               | Librae              | Lib       | S           | Z +08, 31.10 7:34:38  |                 | 538,052   | 1,30 %  | 15h 11m 96s        | -15° 14′ 08″       | SQ3                | Ptolémée    | L C                       |
| 5            | La Baleine               | Cetus               | Ceti                | Cet       | Eq +02,     | S écl.                |                 | 1 231,411 | 2,99 %  | 01h 40m 10s        | -07° 10′ 76″       | SQ1                | Ptolémée    | L C                       |
| 6            | Le Bélier                | Aries               | Arietis             | Ari       | N           | Z +02, 18.04 20:17:16 |                 | 441,395   | 1,07 %  | 02h 38m 16s        | +20° 47′ 54″       | NQ1                | Ptolémée    | L C                       |
| 7            | La Boussole              | Pyxis               | Pyxidis             | Pyx       | S           | S écl.                |                 | 220,833   | 0,54 %  | 08h 57m 16s        | -27° 21′ 10″       | SQ2                | Lacaille    | L C                       |
| 8            | Le Bouvier               | Bootes              | Bootis              | Boo       | N           | N écl.                |                 | 906,831   | 2,20 %  | 14h 42m 64s        | +31° 12′ 16″       | NQ3                | Ptolémée    | L C, α (3e)               |
| 9            | Le Burin                 | Caelum              | Caeli               | Cae       | S           | S écl.                |                 | 124,865   | 0,30 %  | 04h 42m 27s        | -37° 52′ 90″       | SQ1                | Lacaille    | L C                       |
| 10           | Le Caméléon              | Chamaeleon          | Chamaeleontis       | Cha       | S           | S écl.                |                 | 131,592   | 0,32 %  | 10h 41m 53s        | -79° 12′ 30″       | SQ2                | Bayer       | L C                       |
| 11           | Le Cancer                | Cancer              | Cancri              | Cnc       | N           | Z +05, 20.07 20:02:57 |                 | 505,872   | 1,23 %  | 08h 38m 96s        | +19° 48′ 35″       | NQ2                | Ptolémée    | L C                       |
| 12           | Le Capricorne            | Capricornus         | Capricorni          | Cap       | S           | Z +12, 19.01 19:01:13 |                 | 413,947   | 1,00 %  | 21h 02m 93s        | -18° 01′ 39″       | SQ4                | Ptolémée    | L C                       |
| 13           | La Carène                | Carina              | Carinae             | Car       | S           | S écl.                | VL +16,         | 494,184   | 1,20 %  | 08h 41m 70s        | -63° 13′ 16″       | SQ2                | Lacaille    | L C, α (2e)               |
| 14           | Cassiopée                | Cassiopeia          | Cassiopeiae         | Cas       | N           | N écl.                | VL +07,         | 598,407   | 1,45 %  | 01h 19m 16s        | +62° 11′ 04″       | NQ1                | Ptolémée    | L C                       |
| 15           | Le Centaure              | Centaurus           | Centauri            | Cen       | S           | S écl.                | VL +18,         | 1 060,422 | 2,57 %  | 13h 04m 27s        | -47° 20′ 72″       | SQ3                | Ptolémée    | L C, α (4e), β (10e)      |
| 16           | Céphée                   | Cepheus             | Cephei              | Cep       | N           | N écl.                | VL +06,         | 587,787   | 1,42 %  | 22h 00m 00s        | +71° 00′ 51″       | NQ4                | Ptolémée    | L C                       |
| 17           | La Chevelure de Bérénice | Coma Berenices      | Comae Berenices     | Com       | N           | N écl.                | PN gal.         | 386,475   | 0,94 %  | 12h 47m 27s        | +23° 18′ 34″       | NQ3                | Tycho Brahe | L C                       |
| 18           | Les Chiens de chasse     | Canes Venatici      | Canum Venaticorum   | CVn       | N           | N écl.                |                 | 465,194   | 1,13 %  | 13h 06m 96s        | +40° 06′ 11″       | NQ3                | Hevelius    | L C                       |
| 19           | Le Cocher                | Auriga              | Aurigae             | Aur       | N           | N écl.                | VL +08,         | 657,438   | 1,59 %  | 06h 04m 42s        | +42° 01′ 68″       | NQ2                | Ptolémée    | L C, α1 (11e), α2 (14e)   |
| 20           | La Colombe               | Columba             | Columbae            | Col       | S           | S écl.                |                 | 270,184   | 0,65 %  | 05h 51m 76s        | -35° 05′ 67″       | SQ1                | Plancius    | L C                       |
| 21           | Le Compas                | Circinus            | Circini             | Cir       | S           | S écl.                |                 | 93,353    | 0,23 %  | 14h 34m 54s        | -63° 01′ 82″       | SQ3                | Lacaille    | L C                       |
| 22           | Le Corbeau               | Corvus              | Corvi               | Crv       | S           | S écl.                |                 | 183,801   | 0,45 %  | 12h 26m 52s        | -18° 26′ 20″       | SQ3                | Ptolémée    | L C                       |
| 23           | La Coupe                 | Crater              | Crateris            | Crt       | S           | S écl.                |                 | 282,398   | 0,68 %  | 11h 23m 75s        | -15° 55′ 74″       | SQ2                | Ptolémée    | L C                       |
| 24           | La Couronne australe     | Corona Australis    | Coronae Australis   | CrA       | S           | S écl.                |                 | 127,696   | 0,31 %  | 18h 38m 79s        | -41° 08′ 85″       | SQ4                | Ptolémée    | L C                       |
| 25           | La Couronne boréale      | Corona Borealis     | Coronae Borealis    | CrB       | N           | N écl.                |                 | 178,710   | 0,43 %  | 15h 50m 59s        | +32° 37′ 49″       | NQ3                | Ptolémée    | L C                       |
| 26           | La Croix du Sud          | Crux                | Crucis              | Cru       | S           | S écl.                | VL +17,         | 68,447    | 0,17 %  | 12h 26m 99s        | -60° 11′ 19″       | SQ3                | Plancius    | L C, β (20e)              |
| 27           | Le Cygne                 | Cygnus              | Cygni               | Cyg       | N           | N écl.                | VL +05,         | 803,983   | 1,95 %  | 20h 35m 28s        | +44° 32′ 70″       | NQ4                | Ptolémée    | L C, α (19e)              |
| 28           | Le Dauphin               | Delphinus           | Delphini            | Del       | N           | N écl.                |                 | 188,549   | 0,46 %  | 20h 41m 61s        | +11° 40′ 26″       | NQ4                | Ptolémée    | L C                       |
| 29           | La Dorade                | Dorado              | Doradus             | Dor       | S           | PS éclipt.            |                 | 179,173   | 0,43 %  | 05h 14m 51s        | -59° 23′ 22″       | SQ1                | Bayer       | L C                       |
| 30           | Le Dragon                | Draco               | Draconis            | Dra       | N           | PN éclipt.            |                 | 1 082,952 | 2,63 %  | 15h 08m 64s        | +67° 00′ 40″       | NQ3                | Ptolémée    | L C                       |
| 31           | L'Écu de Sobieski        | Scutum              | Scuti               | Sct       | S           | N écl.                | VL +03,         | 109,114   | 0,26 %  | 18h 40m 39s        | -09° 53′ 32″       | SQ4                | Hevelius    | L C                       |
| 32           | Éridan                   | Eridanus            | Eridani             | Eri       | Eq +04,     | S écl.                |                 | 1 137,919 | 2,76 %  | 03h 18m 02s        | -28° 45′ 37″       | SQ1                | Ptolémée    | L C, α (8e)               |
| 33           | La Flèche                | Sagitta             | Sagittae            | Sge       | N           | N écl.                |                 | 79,932    | 0,19 %  | 19h 39m 05s        | +18° 51′ 68″       | NQ4                | Ptolémée    | L C                       |
| 34           | Le Fourneau              | Fornax              | Fornacis            | For       | S           | S écl.                |                 | 397,502   | 0,96 %  | 02h 47m 88s        | -31° 38′ 07″       | SQ1                | Lacaille    | L C                       |
| 35           | Les Gémeaux              | Gemini              | Geminorum           | Gem       | N           | Z +04, 21.06 21:25:03 | VL +10,         | 513,761   | 1,25 %  | 07h 04m 24s        | +22° 36′ 01″       | NQ2                | Ptolémée    | L C, β (17e)              |
| 36           | La Girafe                | Camelopardalis      | Camelopardalis      | Cam       | N           | N écl.                |                 | 756,828   | 1,83 %  | 08h 51m 37s        | +69° 22′ 89″       | NQ2                | Plancius    | L C                       |
| 37           | Le Grand Chien           | Canis Major         | Canis Majoris       | CMa       | S           | S écl.                | VL +13,         | 380,118   | 0,92 %  | 06h 49m 74s        | -22° 08′ 42″       | SQ2                | Ptolémée    | L C, α (1re)              |
| 38           | La Grande Ourse          | Ursa Major          | Ursae Majoris       | UMa       | N           | N écl.                |                 | 1 279,660 | 3,10 %  | 11h 18m 76s        | +50° 43′ 27″       | NQ2                | Ptolémée    | L C                       |
| 39           | La Grue                  | Grus                | Gruis               | Gru       | S           | S écl.                |                 | 365,513   | 0,89 %  | 22h 27m 39s        | -46° 21′ 11″       | SQ4                | Bayer       | L C                       |
| 40           | Hercule                  | Hercules            | Herculis            | Her       | N           | N écl.                |                 | 1 225,148 | 2,97 %  | 17h 23m 16s        | +27° 29′ 93″       | NQ3                | Ptolémée    | L C                       |
| 41           | L'Horloge                | Horologium          | Horologii           | Hor       | S           | S écl.                |                 | 248,885   | 0,60 %  | 03h 16m 56s        | -53° 20′ 18″       | SQ1                | Lacaille    | L C                       |
| 42           | L'Hydre                  | Hydra               | Hydrae              | Hya       | Eq +08,     | S écl.                |                 | 1 302,844 | 3,16 %  | 11h 36m 73s        | -14° 31′ 91″       | SQ2                | Ptolémée    | L C                       |
| 43           | L'Hydre mâle             | Hydrus              | Hydri               | Hyi       | S           | S écl.                |                 | 243,035   | 0,59    | 02h 20m 65s        | -69° 57′ 39″       | SQ1                | Bayer       | L C                       |
| 44           | L'Indien                 | Indus               | Indi                | Ind       | S           | S écl.                |                 | 294,006   | 0,71 %  | 21h 58m 33s        | -59° 42′ 40″       | SQ4                | Bayer       | L C                       |
| 45           | Le Lézard                | Lacerta             | Lacertae            | Lac       | N           | N écl.                |                 | 200,688   | 0,49 %  | 22h 27m 68s        | +46° 02′ 51″       | NQ4                | Hevelius    | L C                       |
| 46           | La Licorne               | Monoceros           | Monocerotis         | Mon       | Eq +06,     | S écl.                | VL +12,         | 481,569   | 1,17 %  | 07h 03m 63s        | +00° 16′ 93″       | NQ2                | Plancius    | L C                       |
| 47           | Le Lièvre                | Lepus               | Leporis             | Lep       | S           | S écl.                |                 | 290,291   | 0,70 %  | 05h 33m 95s        | -19° 02′ 78″       | SQ1                | Ptolémée    | L C                       |
| 48           | Le Lion                  | Leo                 | Leonis              | Leo       | Eq +10,     | Z +06, 10.08 19:05:00 |                 | 946,964   | 2,30 %  | 10h 40m 03s        | +13° 08′ 32″       | NQ2                | Ptolémée    | L C                       |
| 49           | Le Loup                  | Lupus               | Lupi                | Lup       | S           | S écl.                | VL +19,         | 333,683   | 0,81 %  | 15h 13m 21s        | -42° 42′ 53″       | SQ3                | Ptolémée    | L C                       |
| 50           | Le Lynx                  | Lynx                | Lyncis              | Lyn       | N           | N écl.                |                 | 545,386   | 1,32 %  | 07h 59m 53s        | +47° 28′ 00″       | NQ2                | Hevelius    | L C                       |
| 51           | La Lyre                  | Lyra                | Lyrae               | Lyr       | N           | N écl.                |                 | 286,476   | 0,69 %  | 18h 51m 17s        | +36° 41′ 36″       | NQ4                | Ptolémée    | L C, α (5e)               |
| 52           | La Machine pneumatique   | Antlia              | Antliae             | Ant       | S           | S écl.                |                 | 238,901   | 0,58 %  | 10h 16m 43s        | -32° 29′ 01″       | SQ2                | Lacaille    | L C                       |
| 53           | Le Microscope            | Microscopium        | Microscopii         | Mic       | S           | S écl.                |                 | 209,513   | 0,51 %  | 20h 57m 88s        | -36° 16′ 49″       | SQ4                | Lacaille    | L C                       |
| 54           | La Mouche                | Musca               | Muscae              | Mus       | S           | S écl.                |                 | 138,355   | 0,34 %  | 12h 35m 28s        | -70° 09′ 66″       | SQ3                | Bayer       | L C                       |
| 55           | L'Octant                 | Octans              | Octantis            | Oct       | S - PS      | S écl.                |                 | 291,045   | 0,71 %  | 23h 00m 00s        | -82° 09′ 12″       | SQ4                | Lacaille    | L C                       |
| 56           | L'Oiseau de paradis      | Apus                | Apodis              | Aps       | S           | S écl.                |                 | 206,327   | 0,50 %  | 16h 08m 65s        | -75° 18′ 00″       | SQ3                | Bayer       | L C                       |
| 57           | Ophiuchus                | Ophiuchus           | Ophiuchi            | Oph       | Eq +13,     | Z +10, 29.11 22:30:35 | VL +02,         | 948,340   | 2,30 %  | 17h 23m 69s        | -07° 54′ 74″       | SQ3                | Ptolémée    | L C                       |
| 58           | Orion                    | Orion               | Orionis             | Ori       | Eq +05,     | S écl.                | VL +11,         | 594,120   | 1,44 %  | 05h 34m 59s        | +05° 56′ 94″       | NQ1                | Ptolémée    | L C, β (6e), α (9e)       |
| 59           | Le Paon                  | Pavo                | Pavonis             | Pav       | S           | S écl.                |                 | 377,666   | 0,92 %  | 19h 36m 71s        | -65° 46′ 89″       | SQ4                | Bayer       | L C                       |
| 60           | Pégase                   | Pegasus             | Pegasi              | Peg       | N           | N écl.                |                 | 1 120,794 | 2,72 %  | 22h 41m 84s        | +19° 27′ 98″       | NQ4                | Ptolémée    | L C                       |
| 61           | Le Peintre               | Pictor              | Pictoris            | Pic       | S           | S écl.                |                 | 246,739   | 0,60 %  | 05h 42m 46s        | -53° 28′ 45″       | SQ1                | Lacaille    | L C                       |
| 62           | Persée                   | Perseus             | Persei              | Per       | N           | N écl.                |                 | 614,997   | 1,49 %  | 03h 10m 50s        | +45° 00′ 79″       | NQ1                | Ptolémée    | L C                       |
| 63           | Le Petit Cheval          | Equuleus            | Equulei             | Equ       | N           | N écl.                |                 | 71,641    | 0,17 %  | 21h 11m 26s        | +07° 45′ 49″       | NQ4                | Ptolémée    | L C                       |
| 64           | Le Petit Chien           | Canis Minor         | Canis Minoris       | CMi       | Eq +07,     | S écl.                |                 | 183,367   | 0,44 %  | 07h 39m 17s        | +06° 25′ 63″       | NQ2                | Ptolémée    | L C, α (7e)               |
| 65           | Le Petit Lion            | Leo Minor           | Leonis Minoris      | LMi       | N           | N écl.                |                 | 231,956   | 0,56 %  | 10h 14m 72s        | +32° 08′ 08″       | NQ2                | Hevelius    | L C                       |
| 66           | Le Petit Renard          | Vulpecula           | Vulpeculae          | Vul       | N           | N écl.                |                 | 268,165   | 0,65 %  | 20h 13m 88s        | +24° 26′ 56″       | NQ4                | Hevelius    | L C                       |
| 67           | La Petite Ourse          | Ursa Minor          | Ursae Minoris       | UMi       | N - PN      | N écl.                |                 | 255,864   | 0,62 %  | 15h 00m 00s        | +77° 41′ 99″       | NQ3                | Ptolémée    | L C                       |
| 68           | Le Phénix                | Phoenix             | Phoenicis           | Phe       | S           | S écl.                |                 | 469,319   | 1,14 %  | 00h 55m 91s        | -48° 34′ 84″       | SQ1                | Bayer       | L C                       |
| 69           | Le Poisson austral       | Piscis Austrinus    | Piscis Austrini     | PsA       | S           | S écl.                |                 | 245,375   | 0,59 %  | 22h 17m 07s        | -30° 38′ 53″       | SQ4                | Ptolémée    | L C, α (18e)              |
| 70           | Le Poisson volant        | Volans              | Volantis            | Vol       | S           | S écl.                |                 | 141,354   | 0,34 %  | 07h 47m 73s        | -69° 48′ 07″       | SQ2                | Bayer       | L C                       |
| 71           | Les Poissons             | Pisces              | Piscium             | Psc       | Eq +01,     | Z +01, 12.03 7:11:52  |                 | 889,417   | 2,16 %  | 00h 28m 97s        | +13° 41′ 23″       | NQ1                | Ptolémée    | L C                       |
| 72           | La Poupe                 | Puppis              | Puppis              | Pup       | S           | S écl.                | VL +14,         | 673,434   | 1,63 %  | 07h 15m 48s        | -31° 10′ 64″       | SQ2                | Lacaille    | L C                       |
| 73           | La Règle                 | Norma               | Normae              | Nor       | S           | S écl.                |                 | 165,290   | 0,40 %  | 15h 54m 18s        | -51° 21′ 09″       | SQ3                | Lacaille    | L C                       |
| 74           | Le Réticule              | Reticulum           | Reticuli            | Ret       | S           | S écl.                |                 | 113,936   | 0,28 %  | 03h 55m 27s        | -59° 59′ 85″       | SQ1                | Lacaille    | L C                       |
| 75           | Le Sagittaire            | Sagittarius         | Sagitarii           | Sgr       | S           | Z +11, 18.12 5:59:36  | VL +01, C. gal. | 867,432   | 2,10 %  | 19h 05m 94s        | -28° 28′ 61″       | SQ4                | Ptolémée    | L C                       |
| 76           | Le Scorpion              | Scorpius            | Scorpii             | Sco       | S           | Z +09, 23.11 10:21:57 | VL +20,         | 496,783   | 1,20 %  | 16h 53m 24s        | -27° 01′ 89″       | SQ3                | Ptolémée    | L C, α (16e)              |
| 77           | Le Sculpteur             | Sculptor            | Sculptoris          | Scl       | S           | S écl.                | PS gal.         | 474,764   | 1,15 %  | 00h 26m 28s        | -32° 05′ 30″       | SQ1                | Lacaille    | L C                       |
| 78           | Le Serpent               | Serpens             | serpentis           | Ser       | Eq +12,     | N écl.                |                 | 636,928   | 1,54 %  | 16h 57m 04s        | +06° 07′ 32″       | NQ3                | Ptolémée    | L C                       |
| 79           | Le Sextant               | Sextans             | Sextantis           | Sex       | Eq +09,     | S écl.                |                 | 313,515   | 0,76 %  | 10h 16m 29s        | -02° 36′ 88″       | SQ2                | Hevelius    | L C                       |
| 80           | La Table                 | Mensa               | Mensae              | Men       | S           | S écl.                |                 | 153,484   | 0,37 %  | 05h 24m 90s        | -77° 30′ 24″       | SQ1                | Lacaille    | L C                       |
| 81           | Le Taureau               | Taurus              | Tauri               | Tau       | Eq +03,     | Z +03, 14.05 7:45:40  | VL +09,         | 797,249   | 1,93 %  | 04h 42m 13s        | +14° 52′ 63″       | NQ1                | Ptolémée    | L C, α (13e)              |
| 82           | Le Télescope             | Telescopium         | Telescopii          | Tel       | S           | S écl.                |                 | 251,512   | 0,61 %  | 23h 46m 64s        | -65° 49′ 80″       | SQ4                | Lacaille    | L C                       |
| 83           | Le Toucan                | Tucana              | Tucanae             | Tuc       | S           | S écl.                |                 | 294,557   | 0,71 %  | 02h 11m 07s        | +31° 28′ 56″       | NQ1                | Bayer       | L C                       |
| 84           | Le Triangle              | Triangulum          | Trianguli           | Tri       | N           | N écl.                |                 | 131,847   | 0,32 %  | 16h 04m 95s        | +32° 23′ 28″       | SQ3                | Ptolémée    | L C                       |
| 85           | Le Triangle austral      | Triangulum Australe | Trianguli Australis | TrA       | S           | S écl.                |                 | 109,978   | 0,27 %  | 19h 19m 54s        | -51° 02′ 21″       | SQ4                | Bayer       | L C                       |
| 86           | Le Verseau               | Aquarius            | Aquarii             | Aqr       | Eq +15,     | Z +13, 16.02 5:36:25  |                 | 979,854   | 2,38 %  | 22h 17m 38s        | -10° 47′ 35″       | SQ4                | Ptolémée    | L C                       |
| 87           | La Vierge                | Virgo               | Virginis            | Vir       | Eq +11,     | Z +07, 16.09 20:15:27 |                 | 1 294,428 | 3,14 %  | 13h 24m 39s        | -04° 09′ 51″       | SQ3                | Ptolémée    | L C, α (15e)              |
| 88           | Les Voiles               | Vela                | Velorum             | Vel       | S           | S écl.                | VL +15,         | 499,649   | 1,21 %  | 09h 34m 64s        | -47° 10′ 03″       | SQ2                | Lacaille    | L C                       |

## Histoire

### Nombre de constellations
Au cours de l'histoire, la définition des constellations a évolué selon la chronologie suivante, en couvrant progressivement l'ensemble de la voûte céleste et en finissant par atteindre le nombre actuel de 88 :
| 47 : | Ptolémée, dans son Almageste (150), identifie 48 constellations, incluant les 13 constellations zodiacales. Parmi elles, 47 sont toujours dans la liste actuelle ; et une, qui s'appelait « Navire Argo », a ultérieurement été découpée en quatre (par Lacaille et Gould, voir plus loin).                                                                  |
| 1 :  | Tycho Brahe (vers 1600) identifie la Chevelure de Bérénice. |
| 12 : | Johann Bayer, dans Uranometria (1603) définit, dans l'hémisphère sud, 12 constellations nouvelles, dont la Croix du Sud à partir du Centaure, qui sont toujours dans la liste actuelle. Son atlas est le premier à couvrir l'ensemble de la sphère céleste.                                                                                                  |
| 4 :  | Petrus Plancius (1612) définit 4 constellations nouvelles, toujours dans la liste actuelle. |
| 7 :  | Johannes Hevelius (vers 1690) définit 11 constellations nouvelles, dont 7 sont toujours dans la liste actuelle. |
| 17 : | Nicolas-Louis de Lacaille, à la suite d'un séjour au Cap (octobre 1750-juin 1754), propose 14 constellations nouvelles, toujours dans la liste actuelle (parmi lesquelles « la Boussole » provient du mât de l'ancien « Navire Argo »). Il partage le reste du Navire Argo en trois constellations nouvelles, « la Carène », « la Poupe » et « les Voiles ». |

### Limites des constellations
Jusqu'en 1930, les constellations étaient définies par un choix des étoiles principales qui les constituent et qui forment des figures caractéristiques, les astérismes. Elles n'avaient pas de limites bien établies.
C'est Eugène Joseph Delporte qui proposa le premier, en 1930, des limites conventionnelles dans son ouvrage Délimitation scientifique des constellations. Ces limites ont ensuite été adoptées par l'Union astronomique internationale. Depuis lors, la limite de chaque constellation est constituée de segments verticaux de même ascension droite et horizontaux de même déclinaison. Cependant, Delporte le fit pour l'époque B1875.0 ; du fait de la précession des équinoxes, les limites des constellations sur une carte moderne (par exemple pour l'époque J2000.0) sont légèrement inclinées et ne sont plus parfaitement verticales et horizontales. Bien que cette inclinaison doive continuer à s'accentuer dans l'avenir, l'évolution ne change rien aux étendues (en degrés²) des constellations.

### Sources
- Eugène Joseph Delporte, Délimitation scientifique des constellations, Cambridge University Press, 1930.
- (en) Éphémérides 2013.
- Cette section contient des fichiers Acrobat PDF d'éphémérides imprimables.
- Govert Schilling, Wil Tirion (Cartographe) et Elena Bernard (Traduction), Constellations : L'histoire de l'espace à travers les 88 motifs étoilés connus du ciel nocturne, Place des Victoires, 2021, 224 p. (ISBN 978-2809917758).
- Romain Fouchard, « Qu’est-ce qu’une constellation ? », sur Science et Vie, 24 mai 2024 (consulté le 27 mai 2024).